# Emiel Dierckxsens
Karel Emiel Dierckxsens (Merksem, 6 juni 1893 – Essen, 16 mei 1965) was een Belgisch politicus.

## Levensloop
Hij was schepen in het schepencollege van burgemeester Jules Kenis toen de Tweede Wereldoorlog uitbrak. Tijdens de Duitse bezetting moest burgemeester Jules Kenis, alsook de schepenen Stan Loos en Alois Peeters, aftreden ten gevolge van de ouderdomsverordening. Kenis werd opgevolgd als burgemeester door Jan Meeusen krachtens Gemeentewet art. 107. Dierckxsens, alsook schepen Jos Denissen, konden op post blijven. In de loop van 1942 werd echter alsnog het gehele gemeentebestuur afgezet en vervangen door sympathisanten van de Neue Ordnung. Burgemeester werd VNV-er Karel Goovaerts.
Na de bevrijding in 1944 nam het vooroorlogse schepencollege, alsook burgemeester Jules Kenis, hun mandaten weer op. In 1947 volgde Dierckxsens Jules Kenis op als burgemeester van Essen, een mandaat dat hij zou uitoefenen tot zijn dood. Hij werd zelf opgevolgd door Herman Suykerbuyk (CVP).